# Jacqueline Briggs Martin
Jacqueline Briggs Martin é uma autora americana de literatura infantil e professora de escrita criativa. Os seus livros receberam vários prémios, incluindo a Medalha Caldecott (1999), Golden Kite Award, Lupin Award (1996, 1998, 2003), Award for Excellence in Children's Literature da Sterling North Society e o Green Earth Award (2018). Ela leccionou no Cornell College, na Universidade de Iowa, no The Loft Literary Center, e é professora na Universidade Hamline .
Martin passou a sua infância numa fazenda de gado leiteiro no Maine . Ela actualmente vive em Mount Vernon, Iowa .

## Trabalhos seleccionados
- Creekfinding: A True Story

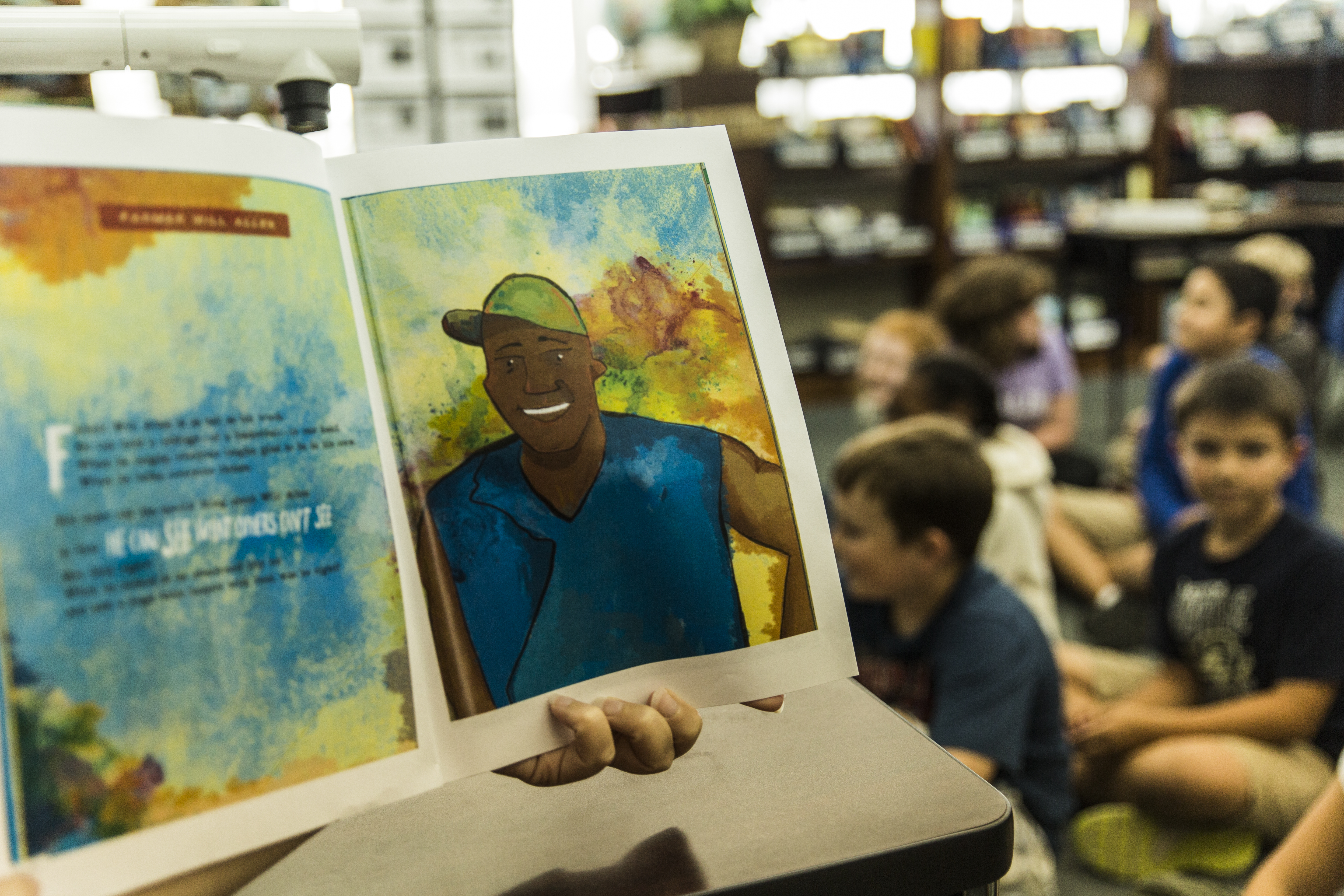
Farmer Will Allen and the Growing Table, selecção oficial de livros para o Read Across the Globe 2015

- Chef Roy Choi and the Street Food Remix
- Alice Waters and the Trip to Delicious
- Farmer Will Allen and the Growing Table
- The Chiru of High Tibet
- Chicken Joy on Redbean Road
- Banjo Granny
- On Sand Island
- The Finest Horse in Town
- The Water Gift and The Pig of the Pig
- The Lamp, the Ice, and the Boat Called Fish: Based on a True Story
- Snowflake Bentley
- Grandmother Bryant's Pocket
- Good Times on Grandfather Mountain
- Button, Bucket, Sky
- Chef Roy Choi and the Street Food Re-mix
- Creekfinding: A True Story